# Thamar II
Pour les articles homonymes, voir Bakar (homonymie).
Thamar II (en géorgien : თამარი II ; née en 1697, morte le 12 avril 1746) est une reine de Karthli de la dynastie des Bagration ayant régné de 1744 à 1746.

## Biographie
Thamar II est la fille du roi Vakhtang VI de Karthli et de son épouse la princesse tcherkesse Rousoudan Quilchiko. Le 2 février 1712, Thamar épouse le roi Teïmouraz II de Kakhétie.
Après le départ pour l’exil en 1724 de son père Vakhtang VI et de son frère Bakar Ier, la Géorgie orientale (Karthli et Kakhétie) est occupée par les troupes ottomanes puis par les armées perses du futur Nâdir Shâh, qui restaure la puissance iranienne à partir de 1735.
Contrairement aux clauses des traités de Recht, signé en 1732 entre la Russie et la Perse, et de Gandja, signé en 1735 entre la Perse et l’Empire ottoman, le roi Vakhtang VI n’est pas rétabli sur son trône de Karthli. Nâdir Shâh, qui a définitivement écarté les Séfévides de Perse en 1736, confie le gouvernement du Karthli à un fonctionnaire, Séphi Khan. Les principaux nobles de Karthli et le roi Teïmouraz II sont arrêtés et emprisonnés en Iran.
Teïmouraz II est rétabli en 1738, pendant que son fils aîné, le futur Héraclius II, participe avec éclat à la tête d’un contingent d’auxiliaires géorgiens à la campagne de Nâdir Shâh en Inde contre le Grand Moghol, notamment lors de la bataille de Karnal le 24 février 1739 et de la prise de Delhi un mois après.
En 1741, une insurrection éclate en Karthli et le roi Teïmouraz II, qui refuse de s’y associer, offre sa médiation au shah. Ce dernier, qui est en train de mater une insurrection au Daghestan, ordonne la déportation en Iran de la population du Karthli. Seule l’intervention de Teimouraz et de Thamar empêchent cette mesure.
Les troubles perdurent en Karthli et la population se tourne désormais vers l’Empire ottoman en réclamant le rétablissement de la monarchie. Découragé, Nâdir Shâh accède à cette demande. Vakhtang VI étant mort en 1737, le Chah récuse son héritier Bakar Ier, mais afin de tourner la difficulté, il confie le trône en 1744 à Thamar, la fille de Vakhtang VI, qui est l’épouse de Teimouraz II. Après la mort de son épouse, Teimouraz II est sacré le 1er octobre 1746 dans la cathédrale de Mtskheta. Leur fils, Héraclius II, est devenu roi de Kakhétie en 1744.

## Sources
- Cyrille Toumanoff, Les dynasties de la Caucasie chrétienne de l'Antiquité jusqu'au XIXe siècle : Tables généalogiques et chronologiques, Rome, 1990, p. 145-147.
- Alexandre Manvélichvili, Histoire de la Géorgie, Nouvelles Éditions de la Toison d'Or, Paris, 1951, p. 316.